# ブルーノ・ボラス
ブルーノ・ミゲル・ミランダ・ボラス（Bruno Miguel Miranda Bolas 、1996年6月24日 - ）は、ポルトガル・ソウゼル出身のプロサッカー選手。SCコヴィリャン所属。ポジションは、ゴールキーパー。

## クラブ歴
2019年5月5日、リーガプロのレイションイス戦でデビューを果たした。